# ناومي لفوفسكي
ناومي لفوفسكي (بالفرنسية: Noémie Lvovsky)‏ هي كاتبة سيناريو ومخرجة وممثلة فرنسية، ولدت في 14 ديسمبر 1964 بباريس في فرنسا. من الجوائز التي نالتها جائزة لويس ديلوك ‏ سنة 2003.

## أعمال

### أفلام
- (2010) حر اليدين
- (2011)  ذكريات من منزل الدعارة[12]
- (2012) وداعا ملكتي[13]
- (2016) شوكولا[14][15][16]

## جوائز وترشيحات
جوائز
- جائزة لويس ديلوك [الإنجليزية]‏ (2003)

ترشيحات
- جائزة سيزار لأفضل فيلم (2004)
- جائزة سيزار لأفضل فيلم (2013)
- جائزة سيزار لأفضل مخرج (2013)
- جائزة سيزار لأفضل ممثلة مساعدة (2002)
- جائزة سيزار لأفضل ممثلة مساعدة (2006)
- جائزة سيزار لأفضل ممثلة مساعدة (2008)
- جائزة سيزار لأفضل ممثلة مساعدة (2010)
- جائزة سيزار لأفضل ممثلة مساعدة (2012)
- جائزة سيزار لأفضل ممثلة مساعدة، عن عمل:  ذكريات من منزل الدعارة (2002)
- جائزة سيزار لأفضل ممثلة مساعدة، عن عمل:  ذكريات من منزل الدعارة (2006)
- جائزة سيزار لأفضل ممثلة مساعدة، عن عمل:  ذكريات من منزل الدعارة (2008)
- جائزة سيزار لأفضل ممثلة مساعدة، عن عمل:  ذكريات من منزل الدعارة (2010)
- جائزة سيزار لأفضل ممثلة مساعدة، عن عمل:  ذكريات من منزل الدعارة (2012)
- جائزة سيزار لأفضل ممثلة (2013)
- César Award for Best Original Screenplay [الإنجليزية]‏ (2013)

## وصلات خارجية
- ناومي لفوفسكي على موقع IMDb (الإنجليزية)
- ناومي لفوفسكي على موقع قاعدة بيانات الأفلام العربية
- ناومي لفوفسكي على موقع ألو سيني (الفرنسية)
- ناومي لفوفسكي على موقع أول موفي (الإنجليزية)
- ناومي لفوفسكي على موقع قاعدة بيانات الأفلام السويدية (السويدية)
- ناومي لفوفسكي على موقع قاعدة بيانات الفيلم (الإنجليزية)
- ناومي لفوفسكي على موقع كينوبويسك (الروسية)